# Almásy Albert Éva
Almásy Albert Éva (névvariánsok: Albert Éva, Almási Albert Éva, Almássy Albert Éva) (Budapest, 1948. január 31. –) magyar színésznő.

## Életpályája
1966-ban érettségizett a Kanizsai Dorottya Leánygimnáziumban. Pantomimes tanulmányait 1969-ben fejezte be.
Színészi pályáját 1969-től a Veszprémi Petőfi Színházban kezdte. 1971-től a szolnoki Szigligeti Színház, 1973–tól a Békés Megyei Jókai Színházban játszott. 1974–től a kecskeméti Katona József Színház, 1976-tól a pécsi Nemzeti Színházban szerepelt. 1981-től a nyíregyházi Móricz Zsigmond Színház szerződtette. 1983-tól a győri Kisfaludy Színház társulatának tagja volt. 1988-tól szabadfoglalkozású színművésznő. Számos filmben szerepelt, köztük többször Tarr Béla rendezéseiben (Sátántangó, Werckmeister harmóniák, A londoni férfi). 
Férje: Györgyfalvay Péter színművész. Két fiuk született: Márk (1978) és Dávid (1979)

## Fontosabb színházi szerepei
- William Shakespeare: Sok hűhó semmiért... Ursula, Hero társalkodónője
- Shakespeare: Téli rege... Dorcas
- Friedrich Dürrenmatt: Az öreg hölgy látogatása... Első asszony
- Bertolt Brecht: Happy end... Miriam
- Brecht: A kaukázusi krétakör... szereplő
- Makszim Gorkij: Éjjeli menedékhely... Vaszilissza
- Fjodor Mihajlovics Dosztojevszkij: Két férfi az ágy alatt... Glafira Petrovna
- Mihail Afanaszjevics Bulgakov: Bíborsziget... Második színésznő
- Jaroslav Hašek: Svejk, a derék katona... Rikkancs
- Id. Alexandre Dumas – Fülöp Kálmán – Wolf Péter: A három testőr... Bonacieux-né, a szép varrónő
- Victor Hugo: A királyasszony lovagja... Apród
- Federico García Lorca: Don Perlimplín és Belisa szerelme a kertben... Belisa anyja
- Szophoklész: Antigoné... Kar
- Csiky Gergely: A nagymama... Piroska; Janka
- Krúdy Gyula – Kapás Dezső: Rezeda Kázmér szép élete... Rézi
- Illyés Gyula Tűvé-tevők... Szolgáló
- Illyés Gyula Malom a Séden... Zsuzsu
- Hernádi Gyula: Szép magyar tragédia... Mária
- Lengyel Menyhért – Görgey Gábor: Sancho Panza királysága... Donna Leonora
- Görgey Gábor – Gádor Béla: Részeg éjszaka... Julika
- Tabi László: Enyhítő körülmény... Panni, Tibor húga
- Darvas Szilárd – Királyhegyi Pál: Lopni sem szabad... Mici, dizőz
- Csák Gyula: Az őszülés váratlan órája... Matild
- Cserhalmi Imre: Külvárosi legenda... Maca
- Darvasi László: Bolond Helga... Fleisné
- Lázár Ervin: A kacsakirálylány (Szegény Dzsoni és Árnika)... Százarcú boszorkány
- Lehár Ferenc A víg özvegy... Sylviane
- Ödön von Horváth: Mesél a bécsi erdő... Nagyságos asszony
- Csák Gyula: Az őszülés váratlan órája... Matild, háztartásbeli
- Sárospataky István: Táncpestis... Riri
- Paul Burckhard: Tűzijáték... Paula
- Alekszej Nyikolajevics Arbuzov: Egy boldogtalan ember boldog napjai... Olja
- Ray Henderson: Diákszerelem... Patricia
- Claude Magnier: Mona Marie mosolya ... Pepita
- Hervé: Nebáncsvirág... Lídia, színésznő
- Dale Wasserman – Mitch Leigh – Joe Darion: La Mancha lovagja... Házvezetőnő
- Jacques Deval – Nádas Gábor – Szenes Iván: A potyautas... Nicole
- Valentyin Petrovics Katajev – Aldobolyi Nagy György: A kör négyszögesítése... Tonya
- Pancso Pancsev: Medveölő... Szépség
- Paul Schönthan – Franz Schönthan – Kellér Dezső – Horváth Jenő – Szenes Iván: A szabin nők elrablása... Retteginé
- John Kirkpatrick: Ifjúság! Tavasz! Szerelem! /Még az ENSZ körül is/... Boodless
- Dalmiro Saenz – Fülöp Kálmán – Wolf Péter: Ez aztán szerelem... Anya

## Filmek, tv
- Kornél
- Rosszemberek (1979)
- Carlo Goldoni: A kávéház (tévéjáték, 1981)
- Kopaszkutya (1981)
- Ripacsok (1981)
- Dögkeselyű (1982)
- Guernica (1983)
- Napló gyermekeimnek (1984)
- K. u. k. Szökevények (1986)
- Szerelem második vérig (1987)
- Kicsi, de nagyon erős (1989)
- Szomszédok (sorozat)

- 82. rész (1990)
- Cinkekirály (1991)
- Árnyék a havon (1992)
- Hosszú alkony (1997)
- Sátántangó (1994)
- Werckmeister harmóniák (2000)
- Másnap (2004)
- Könyveskép (sorozat)

- Kornél (2004)
- A londoni férfi (2007)

## Díjai
- Filmes Nívódíj (1981)
- Színházi Nívódíj (1982) (1983)